# Samuel D. Felker
Samuel Demeritt Felker, född 16 april 1859 i Rochester, New Hampshire, död 14 november 1932 i Rochester, New Hampshire, var en amerikansk demokratisk politiker. Han var New Hampshires guvernör 1913–1915.
Felker utexaminerades 1882 från Dartmouth College och avlade 1887 juristexamen vid Boston University. Därefter arbetade han som advokat i Rochester och aktiverade sig inom delstatspolitiken i New Hampshire. I New Hampshires senat satt han 1891–1892. Som Rochesters borgmästare tjänstgjorde han 1896–1897. Han var ledamot av New Hampshires representanthus 1909–1911.
Felker efterträdde 1913 Robert P. Bass som guvernör och efterträddes 1915 av Rolland H. Spaulding. Han var elektor i presidentvalet i USA 1916.